# Holčíkovce
Holčíkovce – wieś (obec) na Słowacji, położona w kraju preszowskim w powiecie Vranov nad Topľou. Pierwsza wzmianka pisemna o miejscowości pojawiła się w roku 1408.
Miejscowość położona jest przy wschodnim brzegu zalewu Veľká Domaša.
W roku 1787 miejscowość zamieszkiwało 299 osób, a w 1828 – 202. 31 grudnia 2016 roku zamieszkiwały ją 432 osoby.
W Holčíkovcach znajdują się dwa kościoły rzymskokatolickie przy parafii Panny Marii de Mercedes.

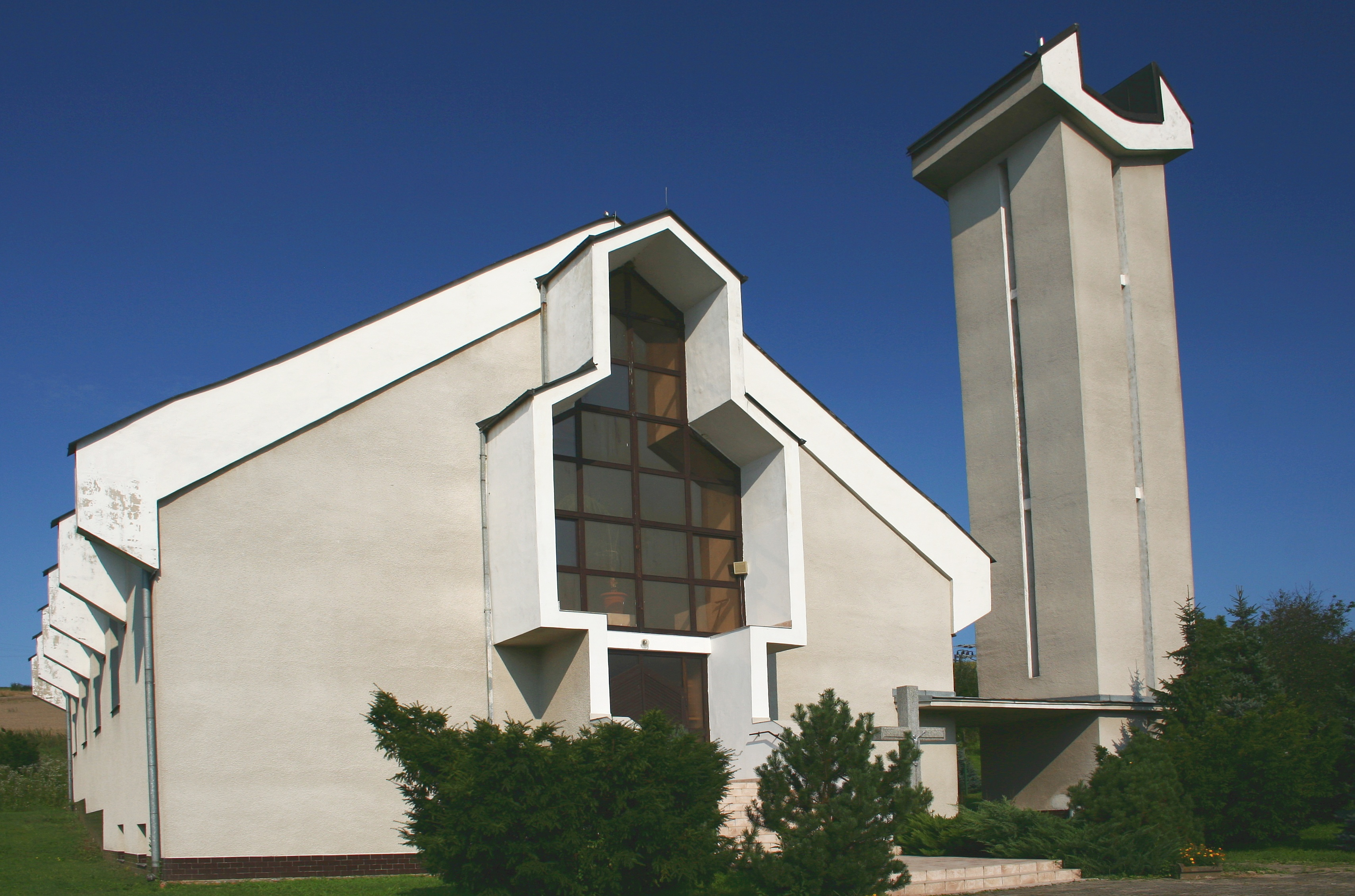
Kościół Panny Marii – nowa świątynia
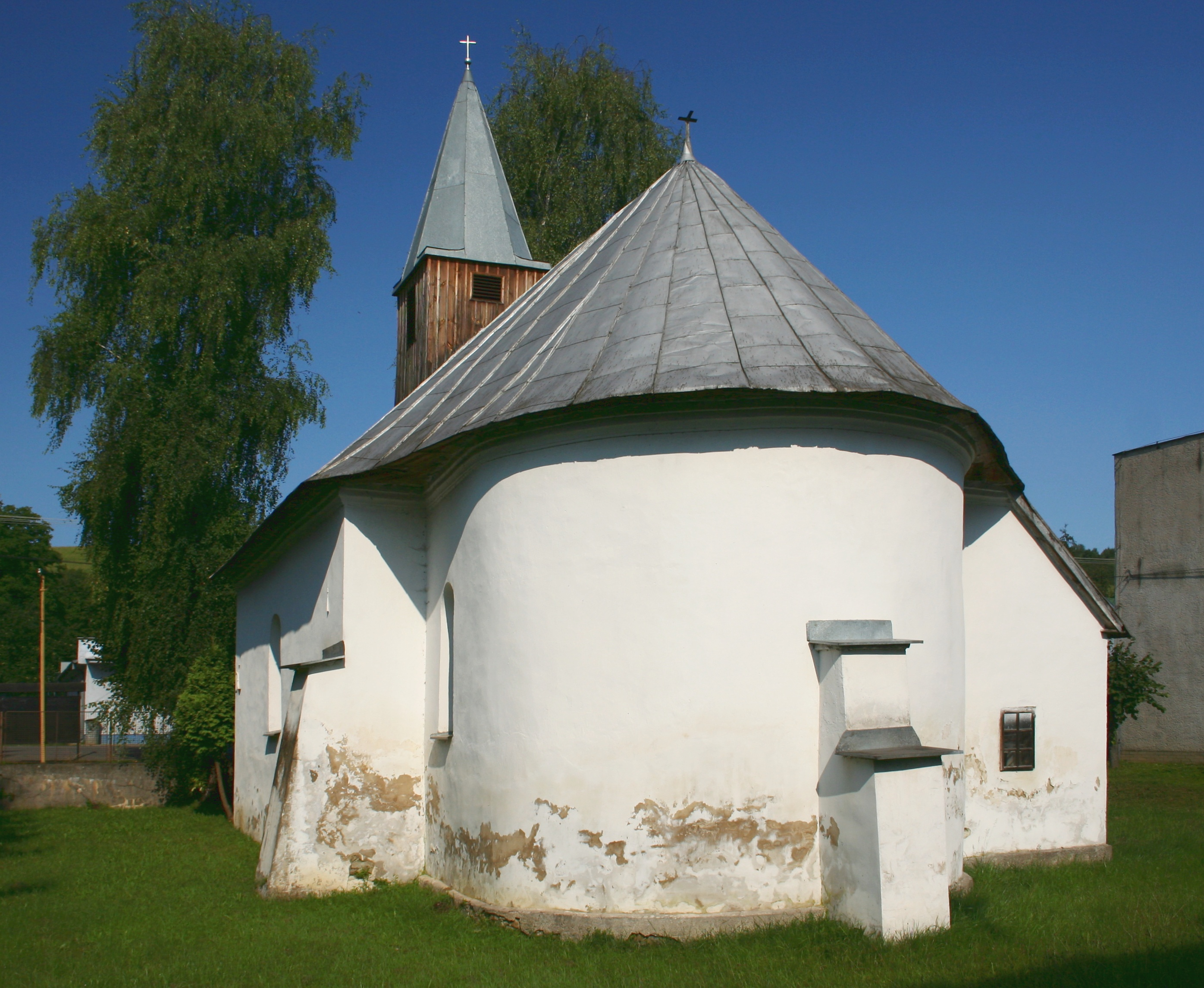
Starsza świątynia – widok na absydę